# Араукарска влажна гора
Араукарската влажна гора е субтропична влажна гора в Южна Бразилия и Североизточна Аржентина, част от Бразилската атлантическа гора.
Тя покрива площ от 216 100 квадратни километра върху планини и плата. Разположена е на територията на щатите Сао Пауло, Парана, Санта Катарина и Рио Гранде до Сул. Екосистемата се намира от 500 до 1600 метра надморска височина на склоновете на Сера да Мантикейра.
Има голямо разнообразие на птици, бозайници и растения. Падат много дъждове и практически липсва сух сезон.